# Agnocoris reclairei
Bruine kortsprietwants (Agnocoris reclairei) is een wants uit de familie van de blindwantsen (Miridae). De soort werd het eerst wetenschappelijk beschreven door Eduard Wagner in 1949.

## Uiterlijk
De okergele tot roodbruine wants is altijd langvleugelig (macropteer), licht behaard en kan 5 tot 5,5 mm lang worden. Van de opvallend korte geelbruine antennen is het tweede segment ongeveer net zo lang als de kop breed is. Het bruine scutellum heeft vaak een lichtgele punt en een gele lijn over het midden die ook doorloopt over het halsschild. Het doorzichtige deel van de voorvleugels is bruin met gele aders. De pootjes zijn geelbruin met op de achterdijen twee donkere ringen. De soort lijkt zeer veel op de, in Nederland zeldzame Agnocoris rubicundus. Ze zijn alleen door genitaalonderzoek van elkaar te onderscheiden.

## Leefwijze
De wants leeft op alle soorten wilgen en overwintert als volwassen dier. Er is één generatie per jaar.

## Leefgebied
De soort komt voor in het palearctisch gebied, tot Azië, het Midden-Oosten en de Kaukasus. In Nederland is de wants regelmatig te vinden langs bosranden.